# Polyosma gigantea
Polyosma gigantea är en tvåhjärtbladig växtart som beskrevs av E. G. Baker. Polyosma gigantea ingår i släktet Polyosma och familjen Escalloniaceae. Inga underarter finns listade i Catalogue of Life.